# Carrigallen
Carrigallen es una localidad situada en el condado de Leitrim de la provincia de Connacht (República de Irlanda), con una población en 2016 de 387 habitantes.
Se encuentra ubicada al norte del país, cerca de la frontera con Irlanda del Norte, de la orilla del río Shannon —el más largo de la isla— y de la costa del océano Atlántico.